# Kinderkoor de Karekieten
Kinderkoor de Karekieten was een Nederlands kinderkoor uit Hilversum.
Het koor bestond uit meisjes en jongens. Het koor was gelieerd aan de KRO. Het stond onder leiding van Willy Francois (geboren 31 juli 1900). Francois was dirigent en oprichter van de Karekieten. Hij was koorleider, organist en pianist. 
Kinderkoor de Karekieten was een populair kinderkoor dat actief was in de jaren vijftig en de jaren zestig. Het koor zong voornamelijk traditionele kinderliedjes, maar ook nieuwe liedjes die onder meer geschreven waren door Willy Francois. De Karekieten hadden vooral op de KRO radio regelmatig optredens en er werden veel grammofoonplaten van het koor uitgebracht, voornamelijk bij platenmaatschappij DECCA. Het koor was in de platenstudio onder begeleiding van het orkest van Tom Erich of Jan Corduwener. 
In 1951 zong het koor samen met Heleentje van Capelle het liedje Naar de speeltuin. Het koor zong ook voor kinderprogramma's. Ze zongen de begintune van het televisieprogramma  Dappere Dodo (1955-1964).
De dirigent Willy Francois overleed op 12 maart 1971.

## Discografie

### Albums
- Kun je nog zingen, zing dan mee ! - DECCA 862 503 DQL
- Kinderkoor de Karekieten o.l.v. Willy Francois - DECCA Grand Gala Populair 625 351 QL (LP 12"}
- Kerstmis met de Karekieten  - DECCA 825 368 DQY

### EP
- Kerstliedjes DECCA LQ 60412 (10")
- 1955 St. Nicolaasliedjes OMEGA 35177 (10")

### Singles
- 1951 - Als ik 's avonds slapen ga - OMEGA 21786
- 1954 - Mariaklokje - OMEGA 35138
- 1958 - Plaatje draaien, liedje zingen  DECCA V 63025
- 1960 - Op de speelplaats DECCA V 63103
- 1963 - Naar de speeltuin - DECCA M 34352